# Полтора кота
«Полтора кота» — фильм Андрея Хржановского по мотивам произведений Иосифа Бродского. Авторы сценария — Андрей Хржановский и Юрий Арабов. В 2003 году был удостоен премий «Ника» и «Золотой орёл» как лучший анимационный фильм.
В фильме использована смешанная техника. Современная киносъёмка, воссоздающая реалии города, в котором жил поэт, совмещается с документальными кадрами, компьютерной графикой и анимацией, основанной на рисунках самого И. Бродского и фотографиях его отца А. Бродского.
«Полтора кота» стал прологом к полнометражному фильму Андрея Хржановского «Полторы комнаты, или Сентиментальное путешествие на родину», вышедшего через семь лет.

## Съёмочная группа
- Сценарий: Юрий Арабов, Андрей Хржановский
- Режиссёр-постановщик: Андрей Хржановский
- Второй режиссёр: Олег Дорман
- Художник-постановщик: Александр Бойм, Наталья Кривуля
- Художник-аниматор — Наталья Богомолова, Галина Зеброва, Елена Малашенкова, Лидия Маятникова, Ольга Панокина, Наталья Федосова, Татьяна Подгорская
- Главный оператор: А. Фёдоров
- Операторы: Георгий Криницкий, М. Судариков
- Музыка: Иоганн Себастьян Бах, Антонио Вивальди, Гаэтано Доницетти, Сергей Прокофьев, Альфред Шнитке, Фредерик Шопен, Дмитрий Шостакович, Луи Армстронг
- Звук — С. Гутман
- Актёры: Саша Гинзбург, Сергей Юрский, Раиса Куркина, Василий Стоноженко, Кошка Кася
- Продюсер — Дмитрий Юрков, Андрей Хржановский

## Награды
- 2003 — XLIII Кинофестиваль в Кракове — Приз Гран-При — «Золотой Дракон»